# 蒙托利韦
蒙托利韦（法語：Montolivet，法語發音：[mɔ̃tɔlivɛ] ⓘ）是法国塞纳-马恩省的一个市镇，属于普罗万区。

## 地理
蒙托利韦（48°49'46"N, 3°26'23"E）面积16.37 平方千米，位于法国法蘭西島大區塞纳-马恩省，该省份为法国北部内陆省份，北起瓦兹省，西接埃松省、马恩河谷省、塞纳-圣但尼省和瓦兹河谷省，南至卢瓦雷省，东南接约讷省，东临马恩省和奥布省，东北接埃纳省。
与蒙托利韦接壤的市镇（或旧市镇、城区）包括：圣巴泰勒米、韦尔德洛、勒韦济耶、梅耶赖、蒙多凡、蒙特尼勒、布里地区迪斯和莫兰。

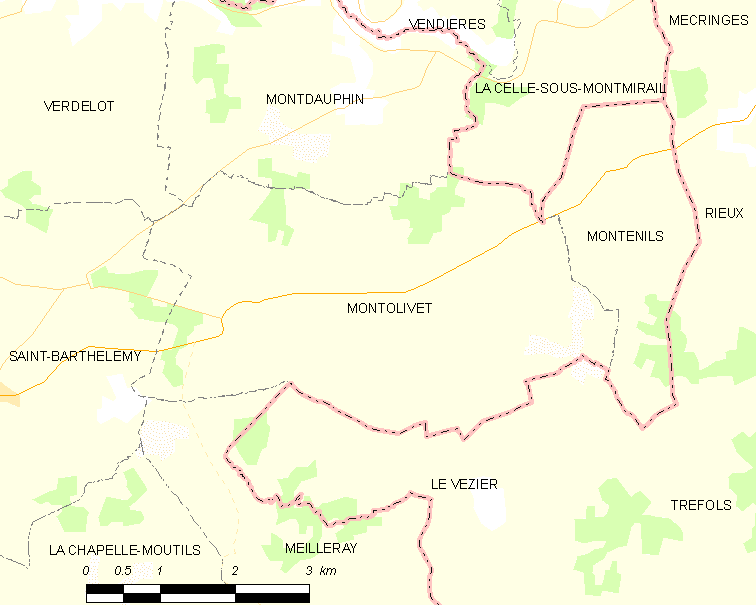
蒙托利韦的OSM定位图

蒙托利韦的时区为UTC+01:00、UTC+02:00（夏令时）。

## 行政
蒙托利韦的邮政编码为77320，INSEE市镇编码为77314。

## 政治
蒙托利韦所属的省级选区为库洛米耶县。

## 人口

1962-2008年间蒙托利韦人口变化图示

蒙托利韦于2022年1月1日时的人口数量为251人。